# 소공작

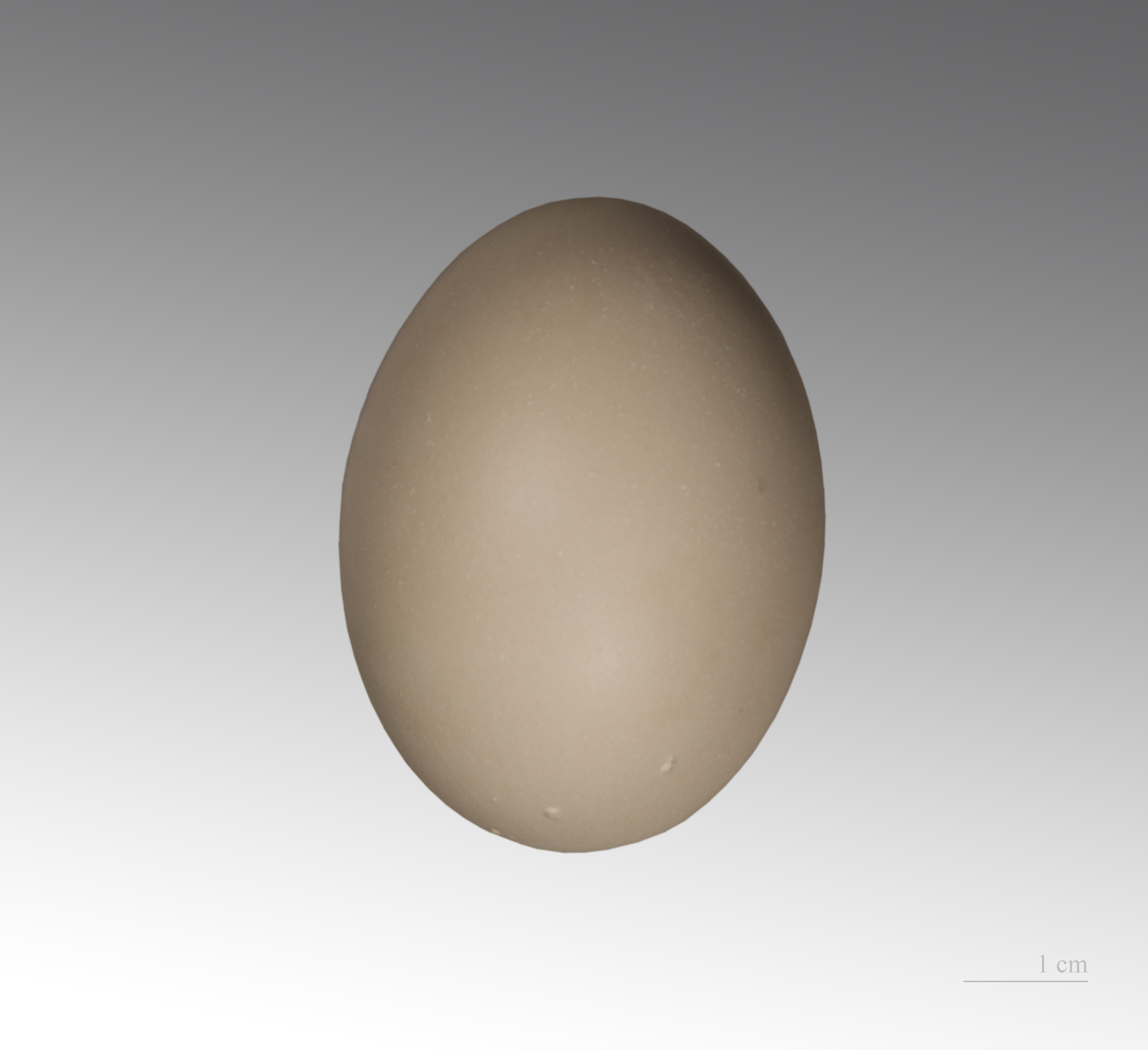
회색 소공작의 알

소공작(小孔雀) 또는 쇠공작은 꿩류의 동물이다. 이름(Peacock Pheasant)처럼 공작과 매우 닮았으며 공작처럼 꼬리를 부채꼴로 펼쳐 아름다움을 뽐낸다.
약 8종이 있다.

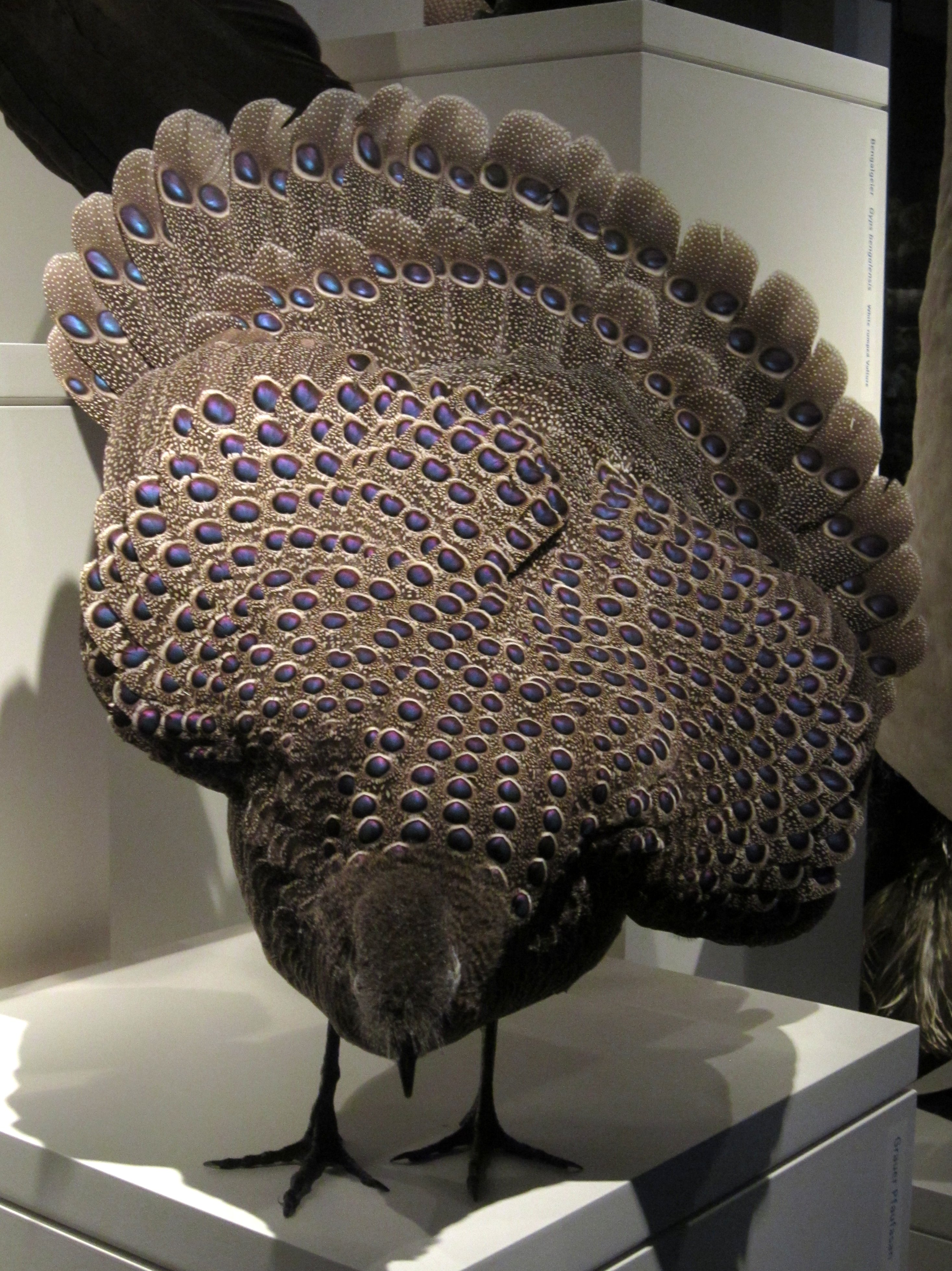
회색 소공작
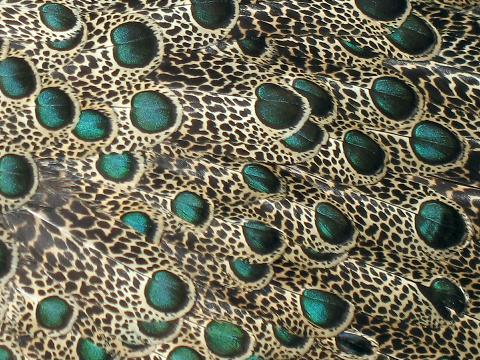
말레이 소공작의 꼬리깃
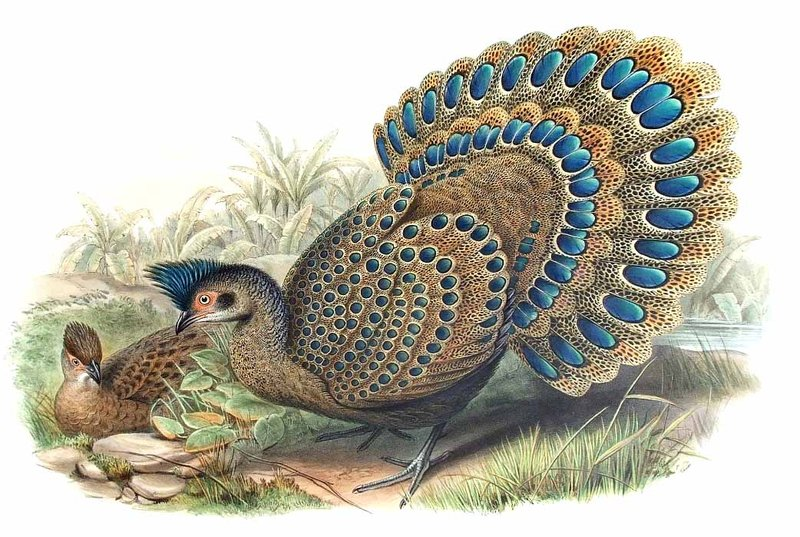